# ヴィシゴロド公国
ヴィシゴロド公国（ロシア語: Вышгородское княжество）は11世紀から13世紀にかけて存在した、キエフ・ルーシ期の公国である。首都はヴィシゴロドに置かれた。

## 歴史
ヴィシゴロドの年代記上の初出は946年であるが、その際にはキエフ大公の寡婦・オリガの所領として言及されている。ヴィシゴロド公国は完全な独立公国ではなく、慣習的にキエフ大公の後嗣が所持する所領となっていた。また、キエフ大公国で公位をめぐる内乱が発生した際には、キエフ大公が退避する街でもあった。故に年代記上において、その統治者であるヴィシゴロド公に関する記述は、断片的なものが残されているのみである。
モンゴルのルーシ侵攻末期の1240年にヴィシゴロドは破壊され、それ以降には、都市・公国ともに年代記上に言及はみられない。ヴィシゴロドが寒村ながらも再興するのは15世紀頃のことである。